# Tyringe
Tyringe ist eine Ortschaft (tätort) in der südschwedischen Provinz Skåne län und der historischen Provinz Schonen.

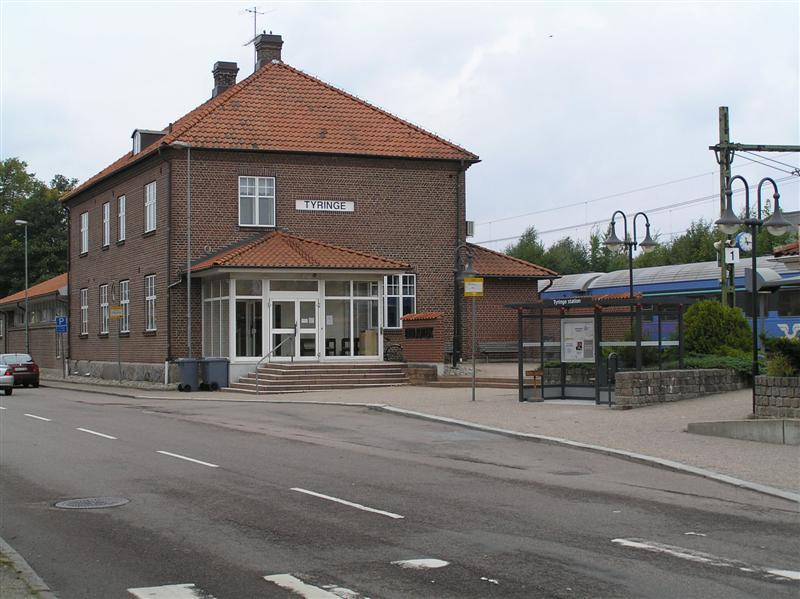
Der Bahnhof mit der Bibliothek

Der Ort in der Gemeinde Hässleholm wurde erstmals 1353 erwähnt.